# Castello (Fiuminata)
Castello è una frazione di 113 abitanti del comune di Fiuminata in provincia di Macerata. Si trova nella valle del fiume Potenza, presso il confine umbro. È di origine medievale e conserva edifici dell'epoca.
Castello è l'antica sede del comune di Fiuminata, trasferita nel 1872 nella frazione di Massa. Arroccato su un'aspra pendice a ridosso di una montagna, deve il suo nome alla sua natura di borgo medievale fortificato; nella parte più alta del paese esiste un'antica torre di vedetta, in ottime condizioni.
L'antico nome di Castello era Castri Sancti Johannis (Castel San Giovanni): tale nome appare per la prima volta nel documento storico Constitutio Sindaci Comuni Camerini ad emendum Castrum Fluminate dell'anno 1283, in cui Castello risulta citato come già edificato. Tale documento risulta di fondamentale importanza nella storia del comune di Fiuminata poiché sancisce la nascita del Comune di Fiuminata.
Di tutti i castelli e le fortificazioni disseminati in passato nel territorio del comune di Fiuminata (Spindoli, Orve, Santa Lucia, Gista, Tangani, Castel San Giovanni), solo quest'ultimo, Castello appunto, conserva la sua struttura originaria con la porta di accesso al castello, le torri e le mura di cinta.
La chiesa di Castello, dedicata a San Giovanni Battista, si trova a ridosso della porta d'accesso al paese antico. La chiesa risale al XX secolo, ma la facciata appartiene all'edificio originario, edificato nel tardo Trecento; all'interno è conservato una fonte battesimale lignea del XVIII secolo.
Il paese ha subìto un notevole calo demografico dal dopoguerra, quando molti abitanti sono emigrati in cerca di lavoro, soprattutto a Roma, ma anche oltreconfine (Belgio). All'inizio del XXI secolo la popolazione è leggermente aumentata grazie all'immigrazione dall'estero, ad esempio dalla Romania.

## Manifestazioni
Ogni anno, dal primo venerdì dopo Ferragosto alla domenica successiva, si tiene a Castello la Sagra del Dolce, festa del paese, organizzata dall'Associazione Per Castello fin dal 1977. In questo periodo molti emigrati rientrano in paese per le vacanze estive.
Per la Sagra del Dolce si aprono le taverne (Taverna dell'Ara, della Fontana e della Torre) e le vecchie cantine del paese. Si possono degustare dolci e piatti tipici casarecci preparati dalle donne di Castello, come la famosa Crescia Fogliata, e bere sangria o vino accompagnati da cantucci. Durante la festa si esibiscono inoltre gruppi musicali e sono allestite mostre di pittura.
Dal 2008, l'Associazione Per Castello dà vita, nel pomeriggio della domenica di festa, alla rievocazione storica della nascita del comune di Fiuminata, documentato da un atto notarile ufficiale conservato nel Libro Rosso dell'Archivio comunale del Comune di Camerino. Durante tale evento un folto gruppo di sbandieratori e tamburini introducono il corteo storico formato dalle rappresentanze di tutte le frazioni esistenti all'epoca, che si snoda lungo la via principale di Castello per raggiungere la piazza dove viene rievocato l'atto notarile che sancisce la nascita del Comune di Fiuminata. All'interno del borgo viene allestito un mercatino medievale; la rievocazione si conclude con spettacoli di sbandieratori e di falconieri.
L'ultima sera si svolge infine una tombola ed uno spettacolo pirotecnico.